# Liederik

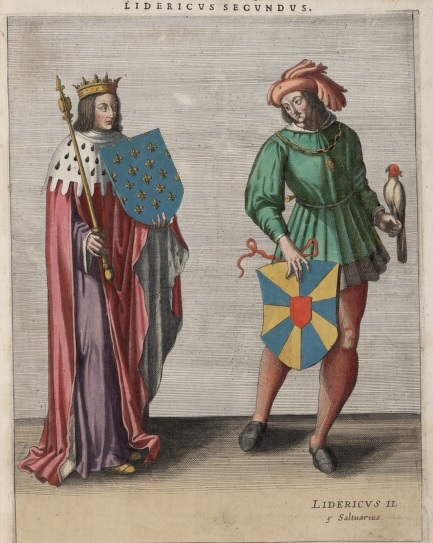
Liederik II afgebeeld in de Flandria illustrata uit 1641

Liederik was volgens de middeleeuwse woudmeesterslegende de stamvader van de graven van Vlaanderen. Hij zou de eerste forestier van het graafschap Vlaanderen zijn geweest, opgericht door Karel de Grote om normandische invasies tegen te gaan.  Hij zou ook wel Liederik van Harelbeke of Liederik van Vlaanderen worden genoemd. Hij zou een directe voorouder in mannelijke lijn van Boudewijn I van Vlaanderen zijn geweest. In de 11e eeuw werd hij gepresenteerd als degene die Vlaanderen in bezit nam, om in de volgende eeuw de status van forestier (woudmeester) van de Vlaanderengouw en graaf van Harelbeke te krijgen. Hij wordt niet in contemporaine documenten vermeld en is bijna zeker een legendarisch figuur. De wisselende functies die kronieken aan hem toeschrijven (regeerperiode 792-836), heeft hij in elk geval nooit vervuld.

## Historiografie

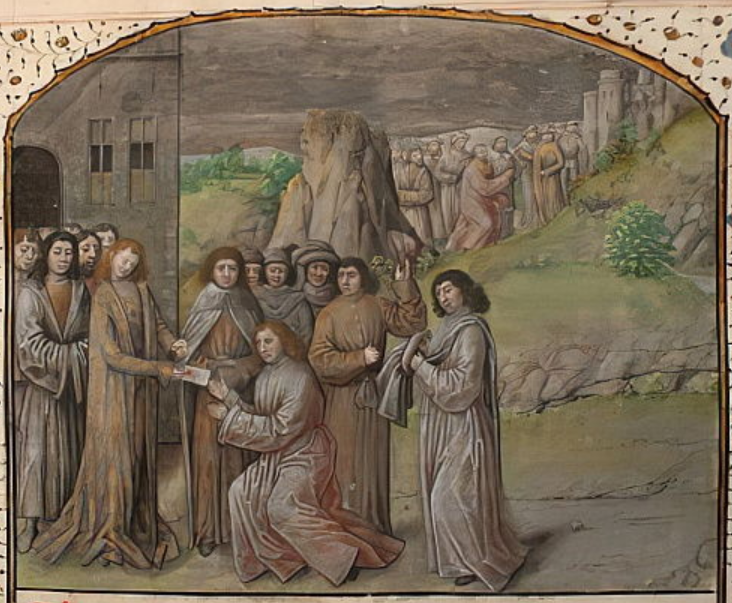
Miniatuur uit 1477 waarop Liederik door Karel de Grote tot graaf wordt gemaakt

De oudste bron waarin Liederik voorkomt is de Genealogia comitum Flandrensium, vermoedelijk teruggaand tot circa 1067. Deze genealogie werd overgenomen door Lambert van Sint-Omaars in zijn Liber floridus. Hij vermeldde 'Lidricus Harlebeccensis' als een graaf die in 792 onder Karel de Grote een leeg en onbebouwd Vlaanderen in bezit had genomen. Hij zou zijn opgevolgd door zijn zoon Ingelram en zijn kleinzoon Odoaker.
In de loop der eeuwen werd Liederiks "biografie" met steeds meer details opgetuigd. Hij was volgens deze overlevering gehuwd met Rithilde, de zuster van de Frankische koning Dagobert, koning van 711-715. Liederik zou geboren zijn in een heerlijkheid in de buurt van Laon en tijdens de Saksenoorlogen geestdriftig gestreden hebben in het leger van Karel de Grote en er een bloedige zege behaald tegen de krijgers van Wittekind van Saksen. Als beloning kreeg hij van zijn vorst het bestuur toegewezen over Kortrijk en de Mepsegouw. Karel de Grote hechtte bovendien aan dit bestuur het bezit van het grote woudgebied dat weldra het Harelbeekse leengewest zou worden. Hij vertrouwde aan het beleid van zijn leenman een schare krijgsgevangen Saksen toe, om ze in te burgeren in hun nieuwe vaderland langs de boorden van de Leie. Deze verwikkelingen legden de basis voor het toekomstige graafschap Vlaanderen.
Liederik werd begraven in Harelbeke, waar zich nu de sacristieruimte van de Sint-Salvatorkerk bevindt. Hij werd opgevolgd door zijn zoon Ingelram.

## In literatuur
De koning bevool hem, boven alle dingen, zijn land in alle rechtvaardigheid te besturen, en over eenieder, 't zij rijk of arm, edel of onedel recht vonnis te strijken.
Peter Benoit wijdde in zijn Vlaamsche Brieven (1885) talrijke pagina's aan de legende van de forestiers. Over forestier Liederick schreef hij lyrisch.

## Liederik I en II
Hoewel Liederik eerst als de eerste woudgraaf van Vlaanderen bekendstond, werd de lijst van forestiers later met vier nog vroegere personen uitgebreid. Daarin kwam nog een Liederik voor die ten tijde van Chlotarius II geleefd zou hebben en de eerste forestier zou zijn geweest.
Op deze Liederik werd de legende van Liederik en Phinaert gebaseerd (zie De legende van Liederik en Phinaert (fr) ).